# Chloridolum diverseplicatum
Chloridolum diverseplicatum là một loài bọ cánh cứng trong họ Cerambycidae.